# Clarkia amoena
Espèce
Synonymes
Godetia amoena
Clarkia amoena (farewell to spring, godetia, ou fleur de satin, syn. Godetia amoena) est une une des espèces de plantes à fleurs de la famille des Onagracées originaire de l'Ouest américain (Amérique du Nord), trouvée des collines et montagnes côtières de Colombie-Britannique jusqu'à la baie de San Francisco, en Californie.

## Description
C'est une plante annuelle atteignant un mètre de haut à l'état sauvage, avec des feuilles minces et linéaires de 2 à 7 cm de long et 2 à 6 mm de large. Les fleurs sont roses à violet pâle, avec quatre larges pétales de 1,5 à 6 cm de long. Le fruit est une capsule sèche qui s'ouvre à maturité pour libérer les nombreuses graines.

## Taxonomie
Cinq sous-espèces sont couramment reconnues, bien que des espèces intermédiaires soient fréquemment admises.
- Clarkia amoena subsp. amoena (Lehm.) A. Nelson & J. F. Macbr. – (farewell to spring)[2]
- Clarkia amoena subsp. caurina (Abrams) C.L. Hitchc. – (northwestern farewell to spring)[3]
- Clarkia amoena subsp. huntiana (Jeps.) F.H. Lewis & M.E. Lewis – (Hunt's clarkia)[4]
- Clarkia amoena subsp. lindleyi (Dougl.) C.L. Hitchc. – (Lindley's clarkia)[5]
- Clarkia amoena subsp. whitneyi (A. Gray) H. Lewis & M. Lewis. – (Whitney's farewell to spring)[6]

## Culture

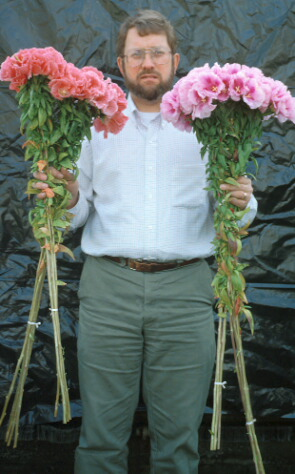
'Grace Salmon' et 'Grace Rose Pink' élevées sous-serres.

Farewell to spring est couramment cultivée dans les jardins, sous diverses variétés.
C'est une plante de saison fraîche qui tolère des températures inférieures à 0°C dans les jardins ou les serres. C'est une plante facultative à jours longs, c'est-à-dire qu'elle fleurit plus rapidement dans des conditions de jours longs mais que les jours longs ne sont pas nécessaires à la floraison.
Les plantes poussent mieux avec des taux d'engrais minimes contrairement à la plupart des autres espèces de fleurs coupées et de plantes à fleurs en pot. Sakata Seed Co. a développé des cultivars de fleurs coupées (grandes : « Grace ») et de plantes à fleurs en pot (courtes : « Satin ») introduits dans les années 1980 qui offrent d'excellentes performances et uniformité.

### Cultivars

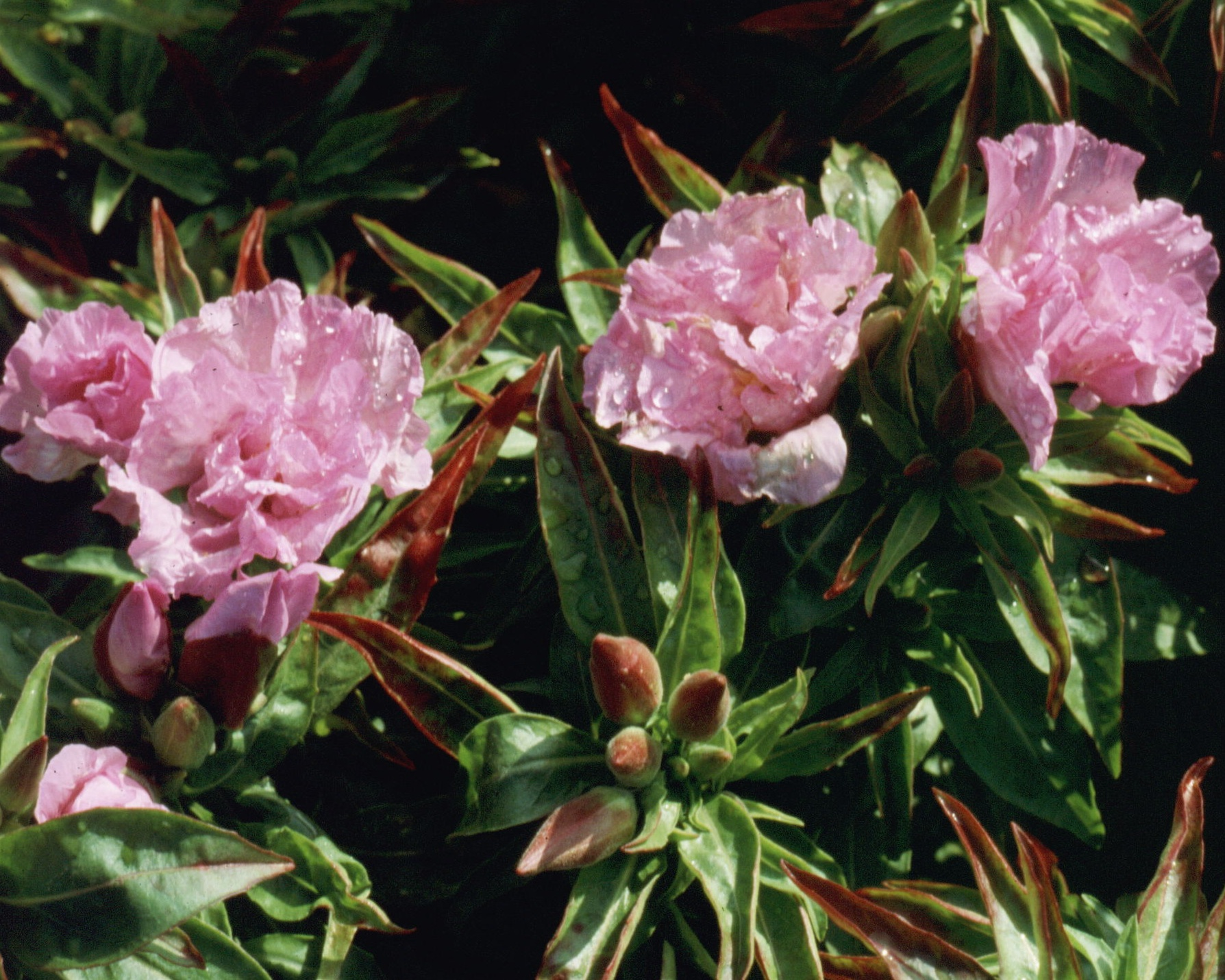
'Cattleya'.
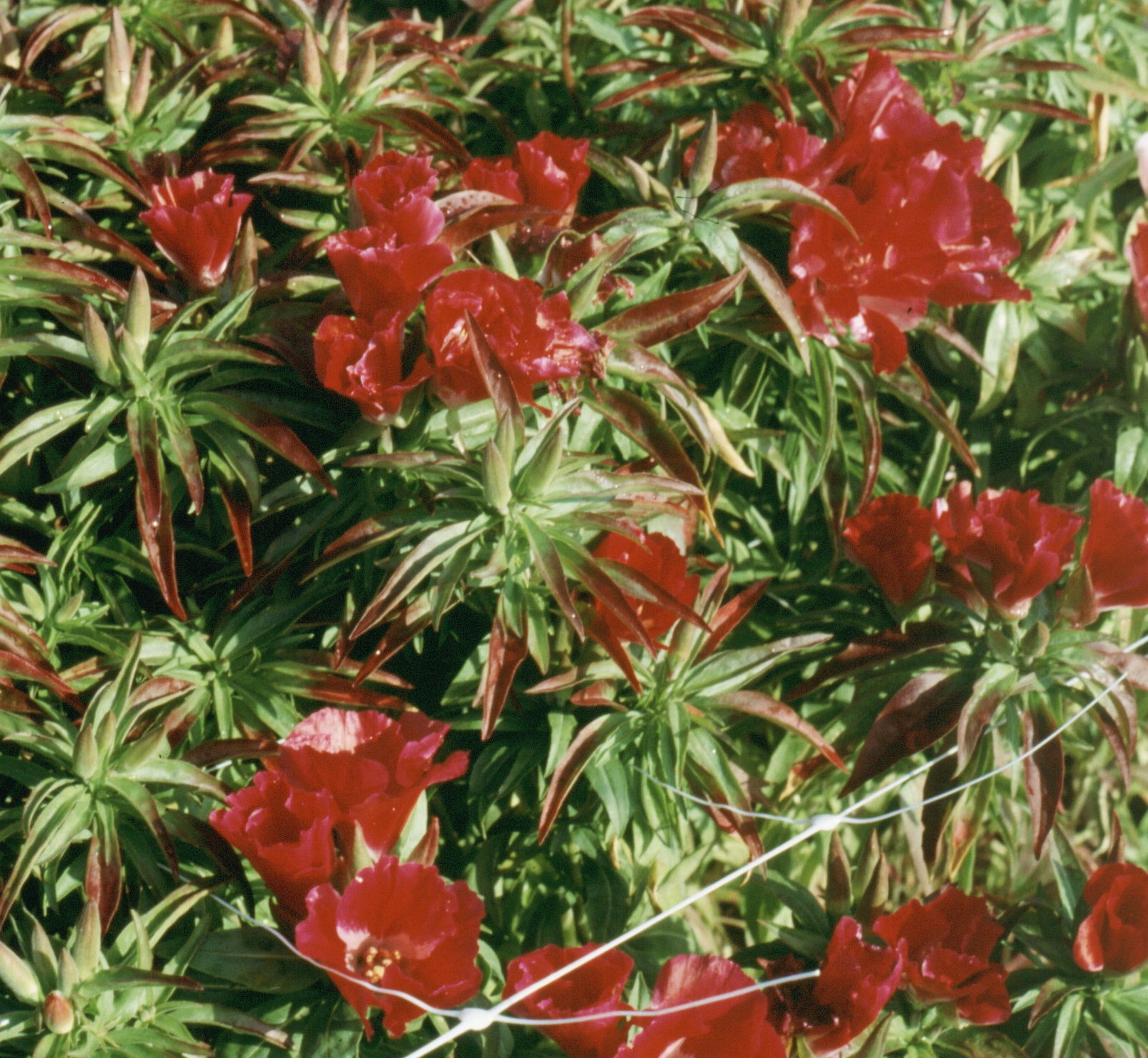
'Duke of York'.
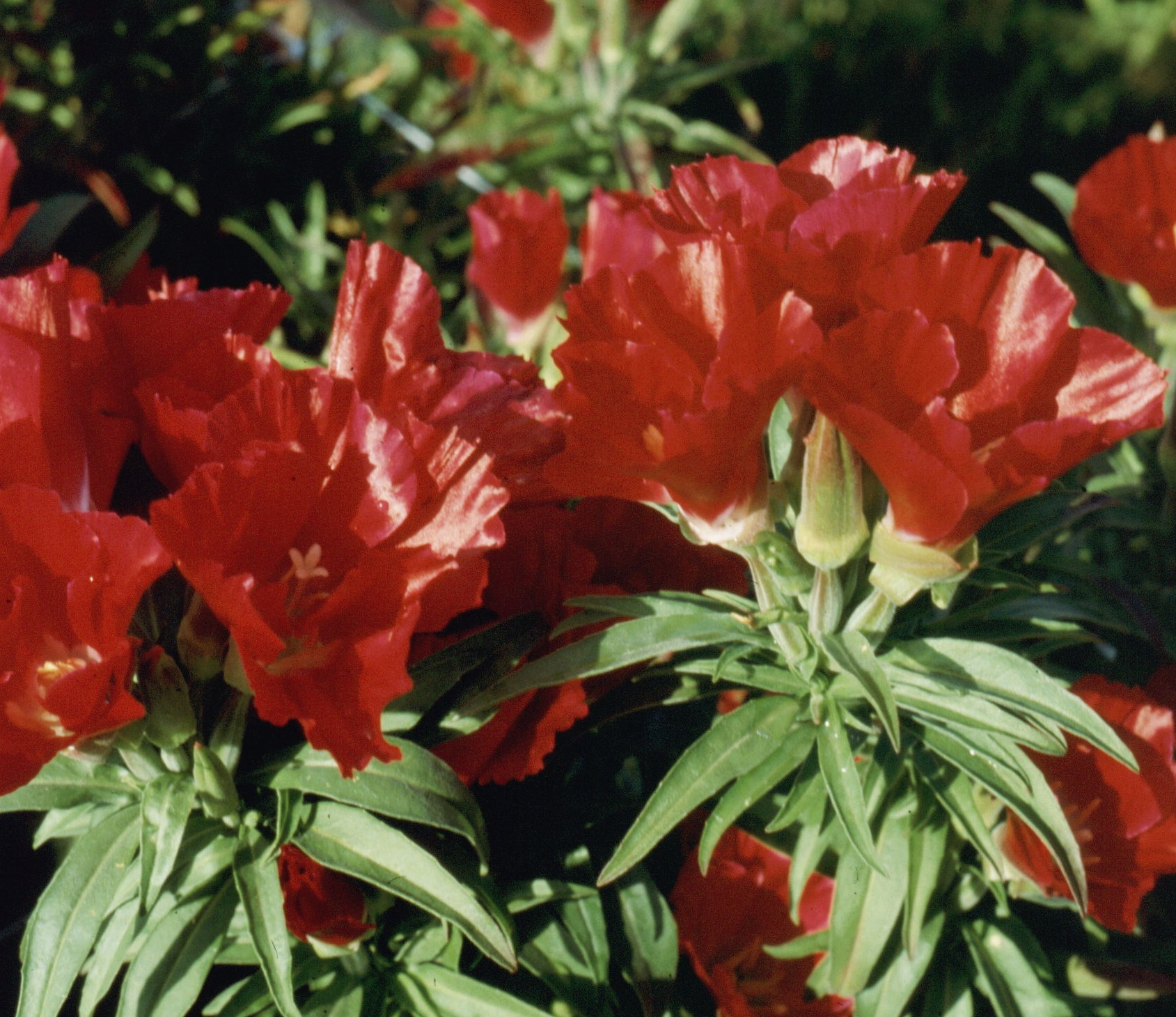
'Furora'.
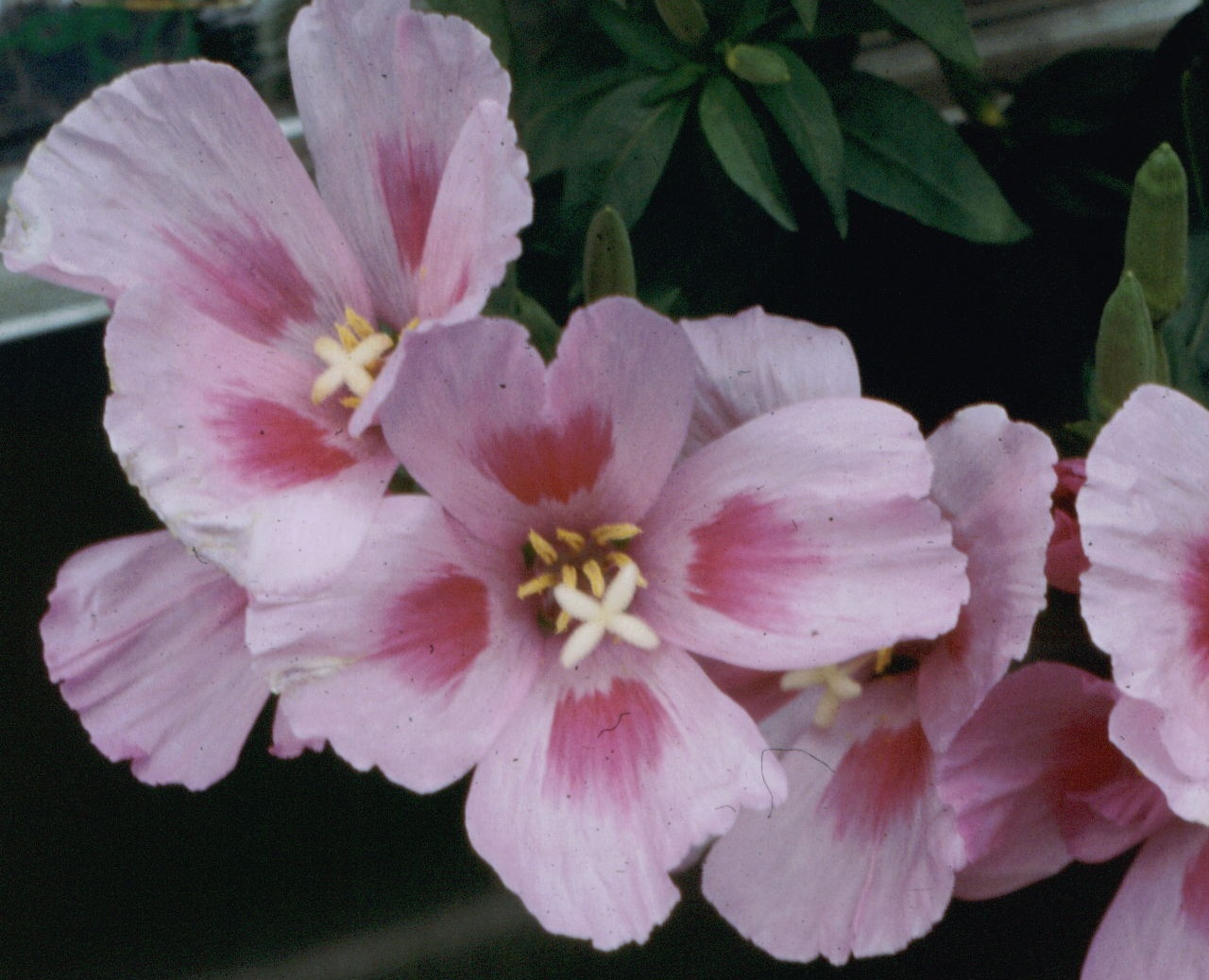
'Grace Lavender with Eye'.
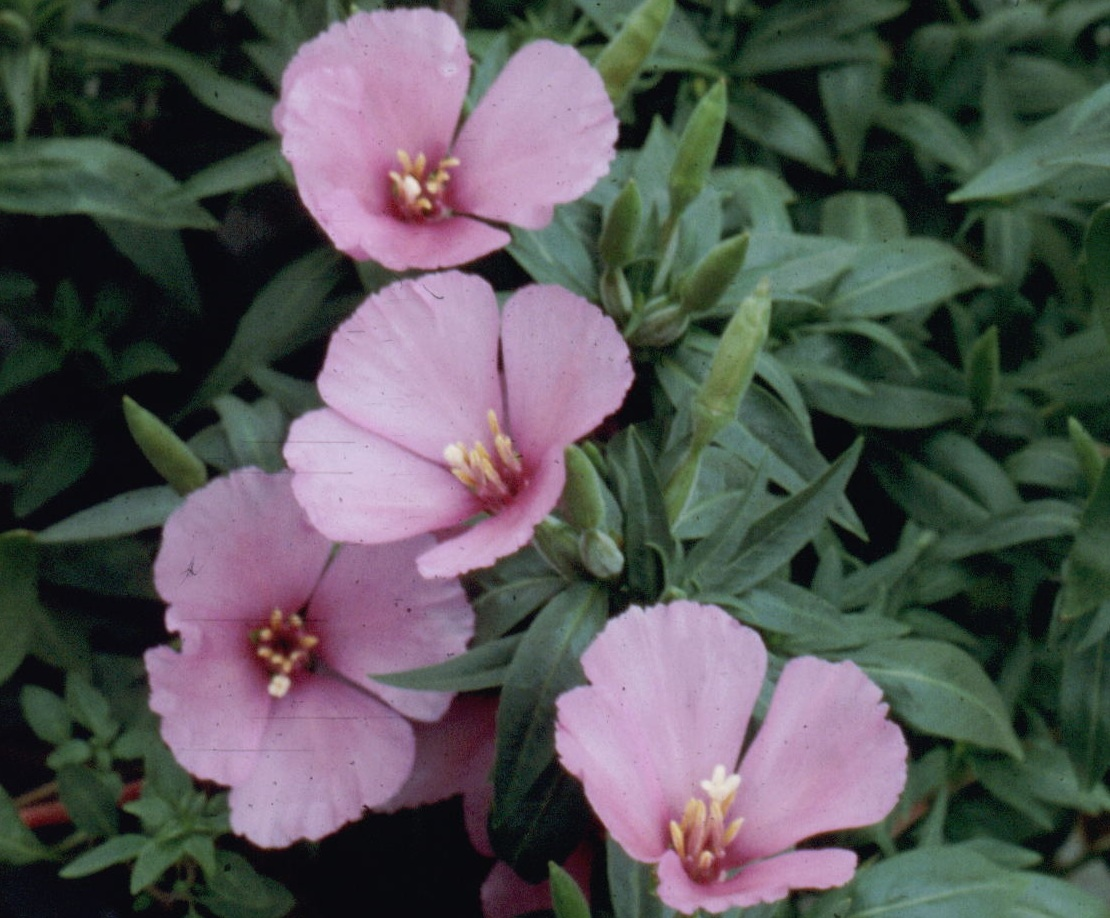
'Grace Lavender'.
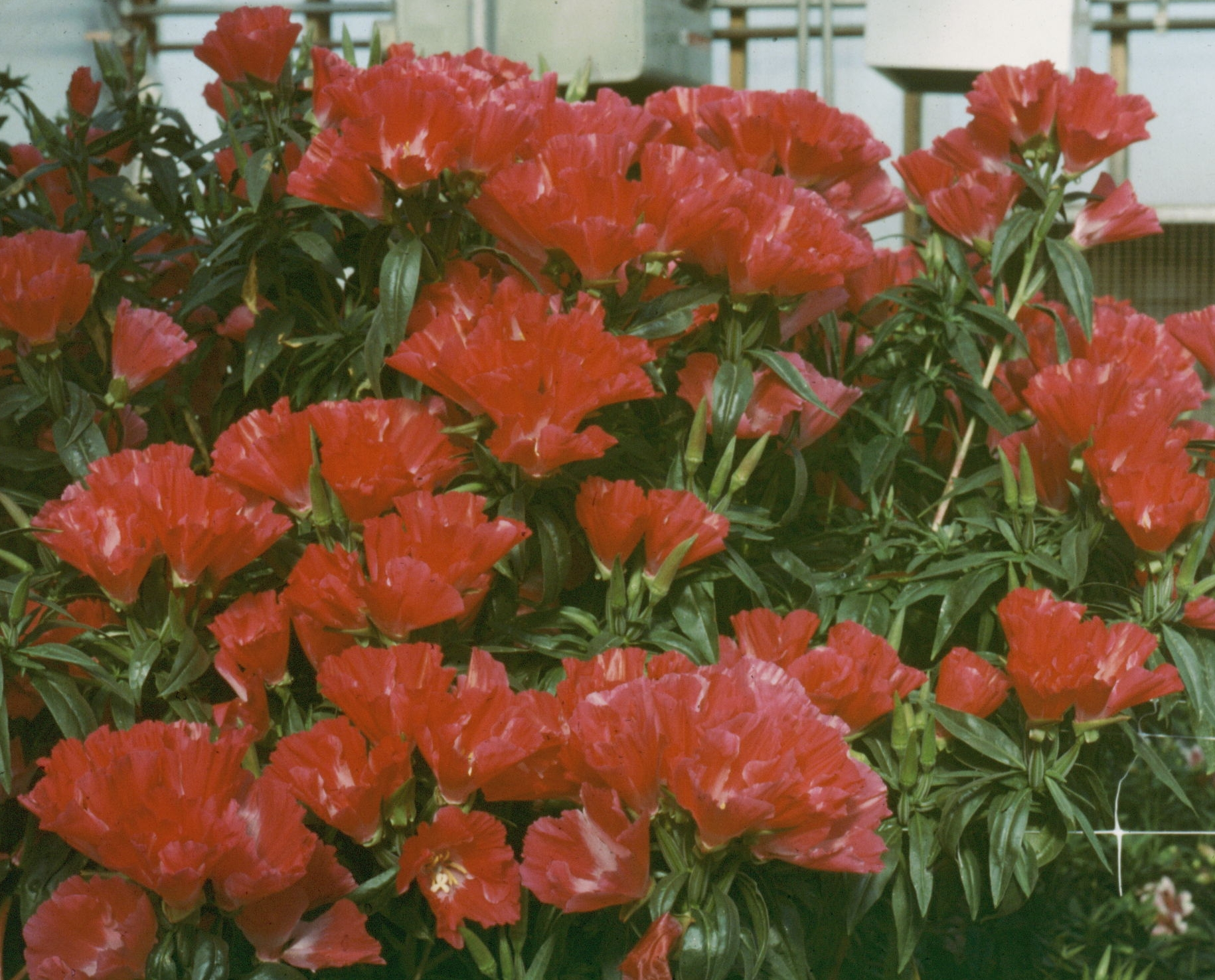
'Grace Red'.
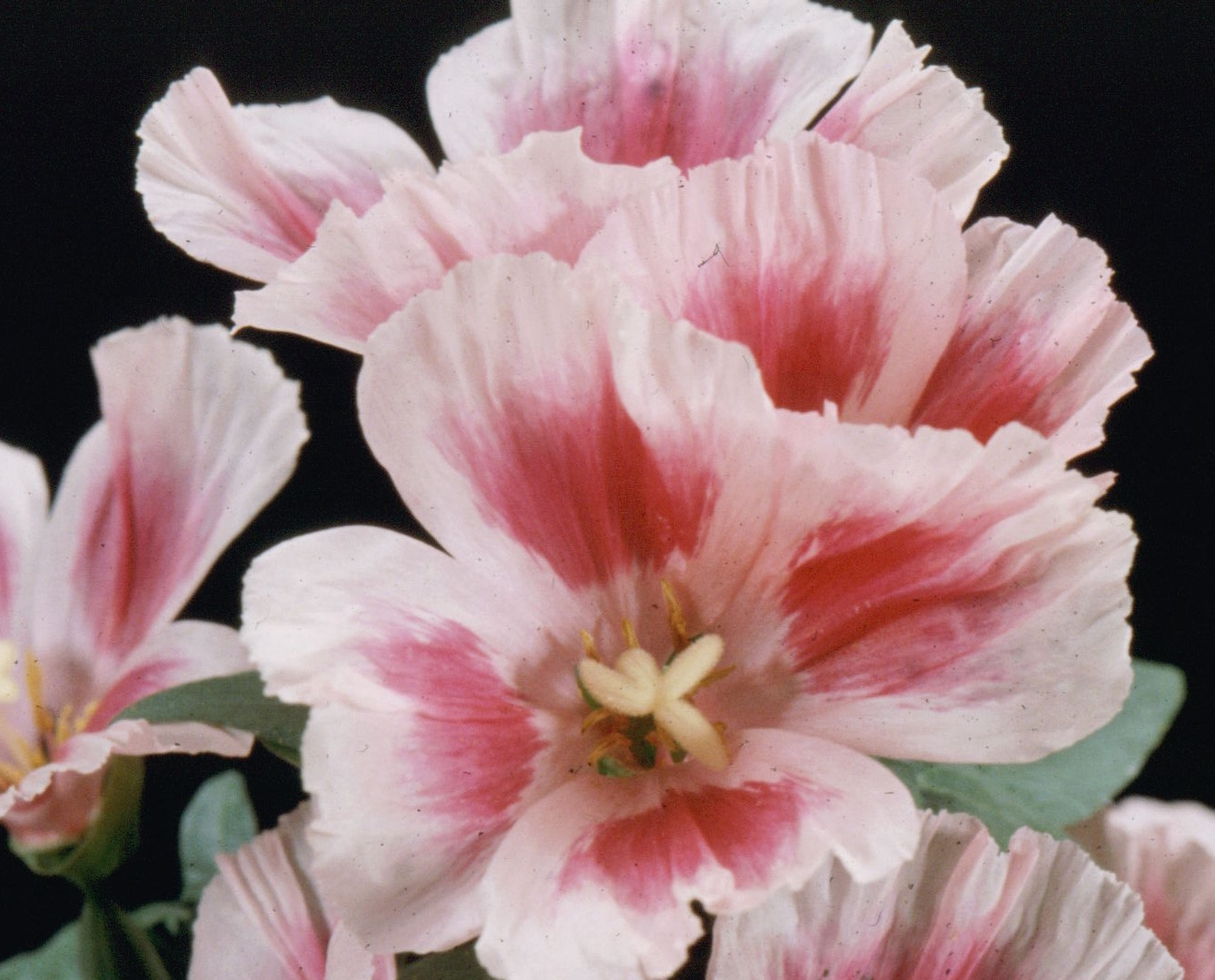
'Grace Rose Pink'.
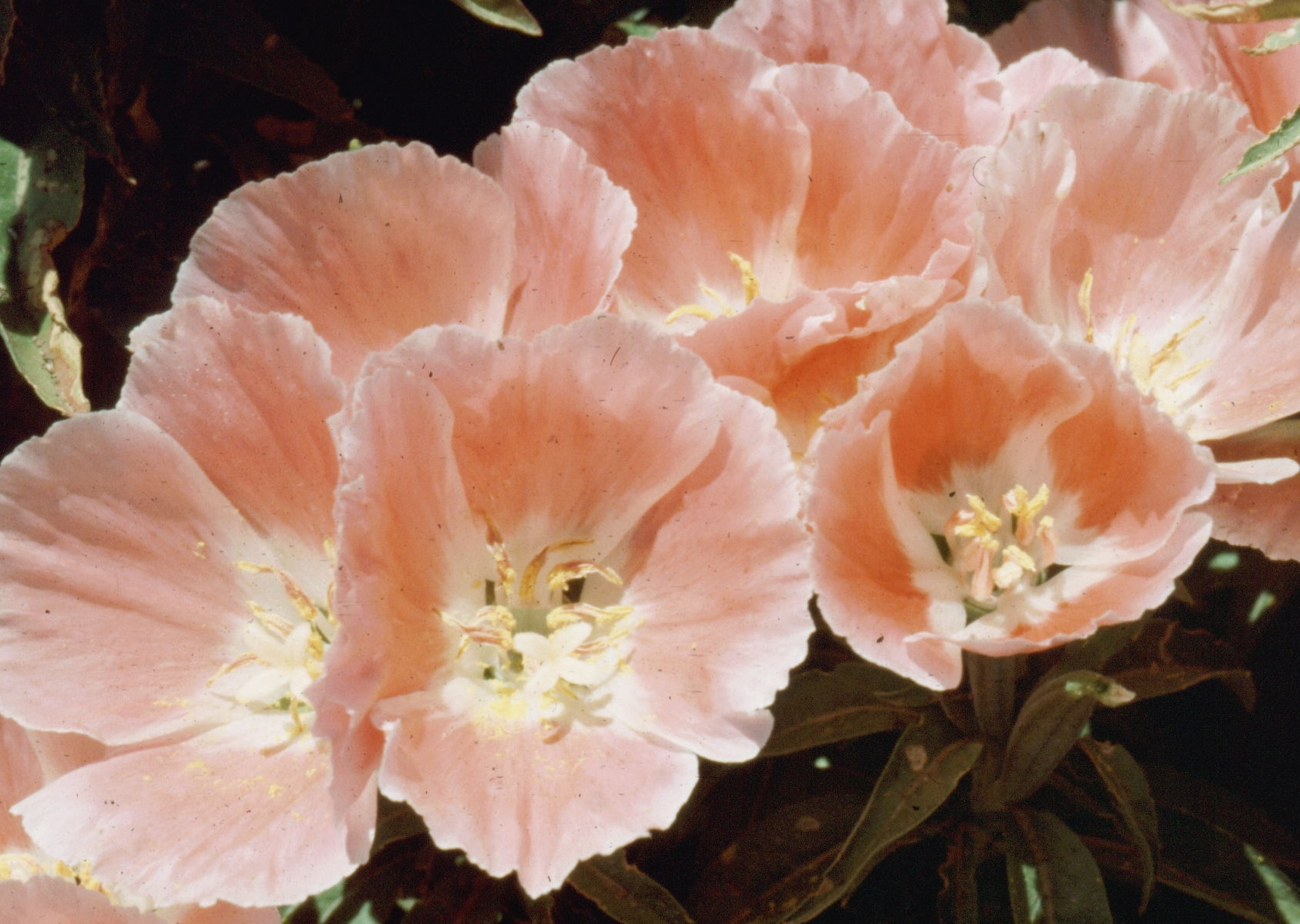
'Grace Salmon'.
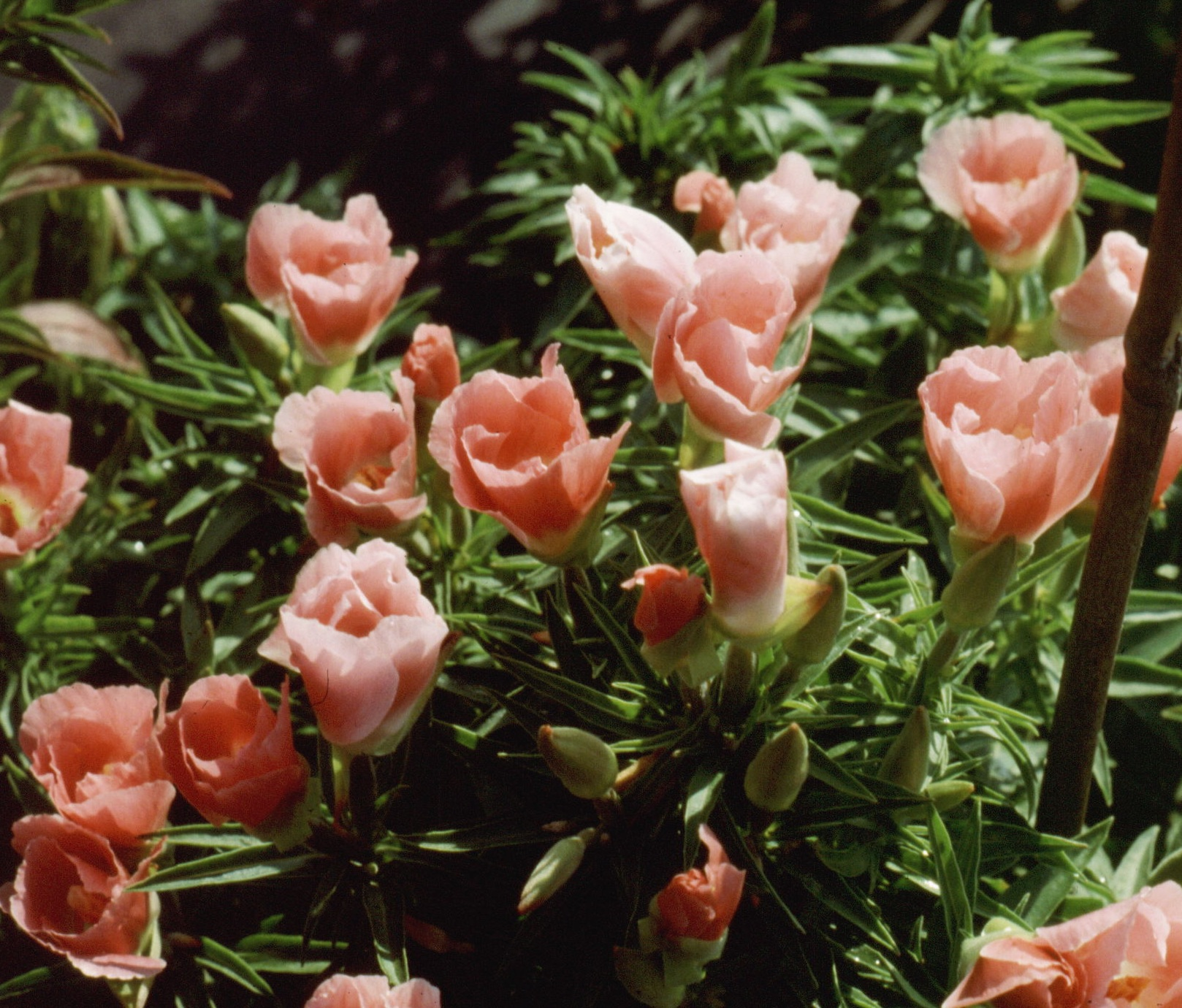
'Kelviden Glory'.
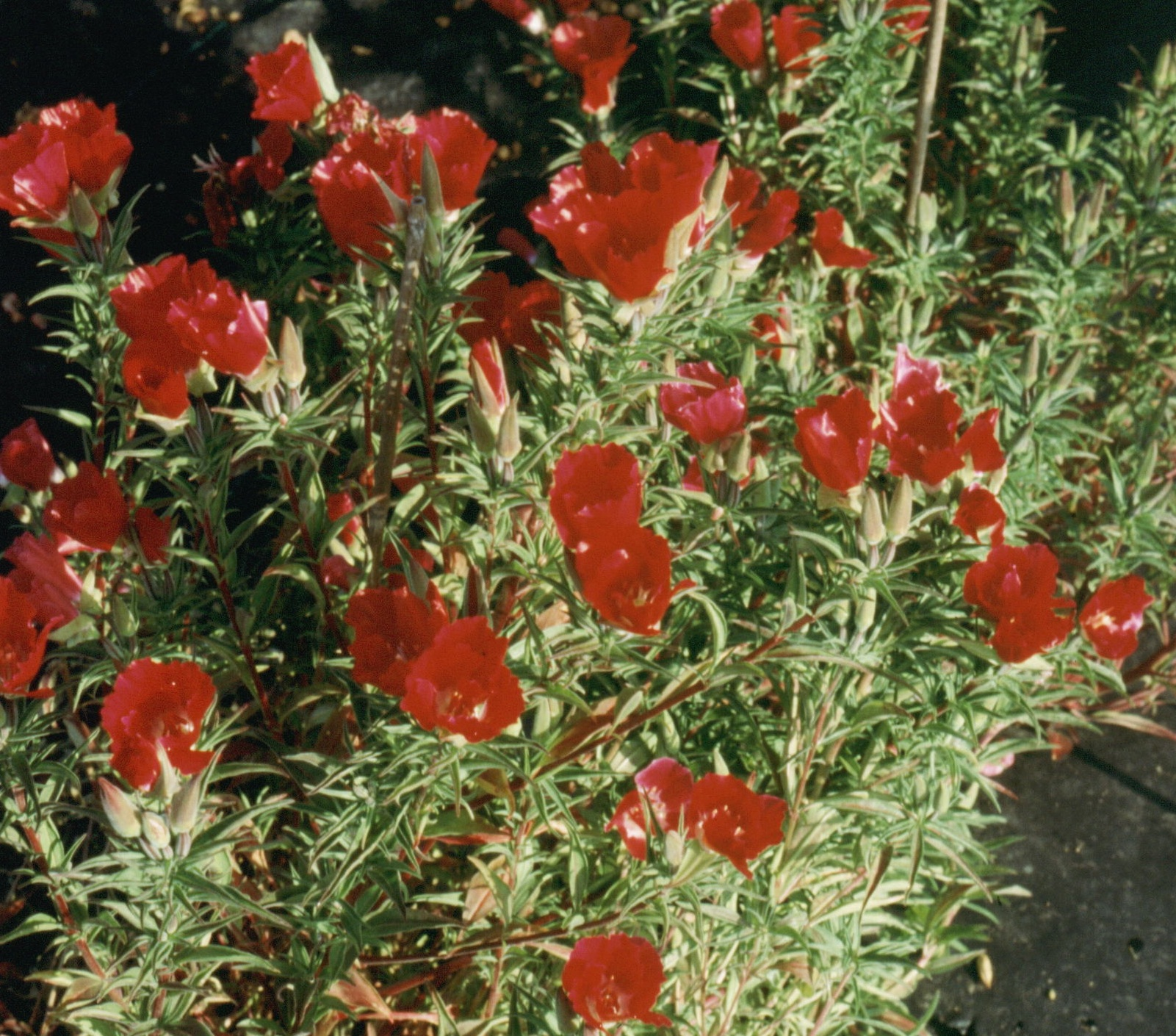
'Kyohuhai'.
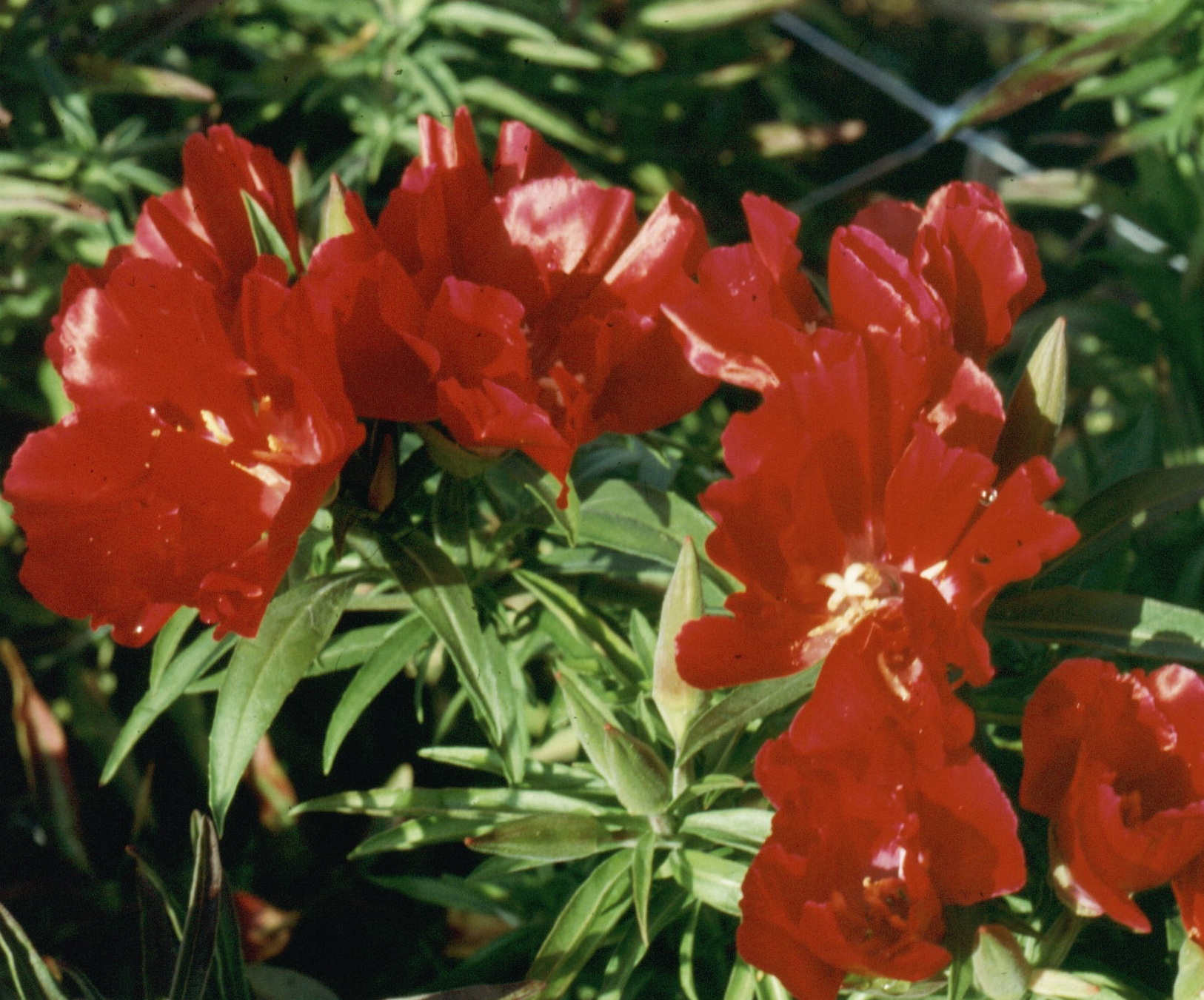
'Maidenblush'.
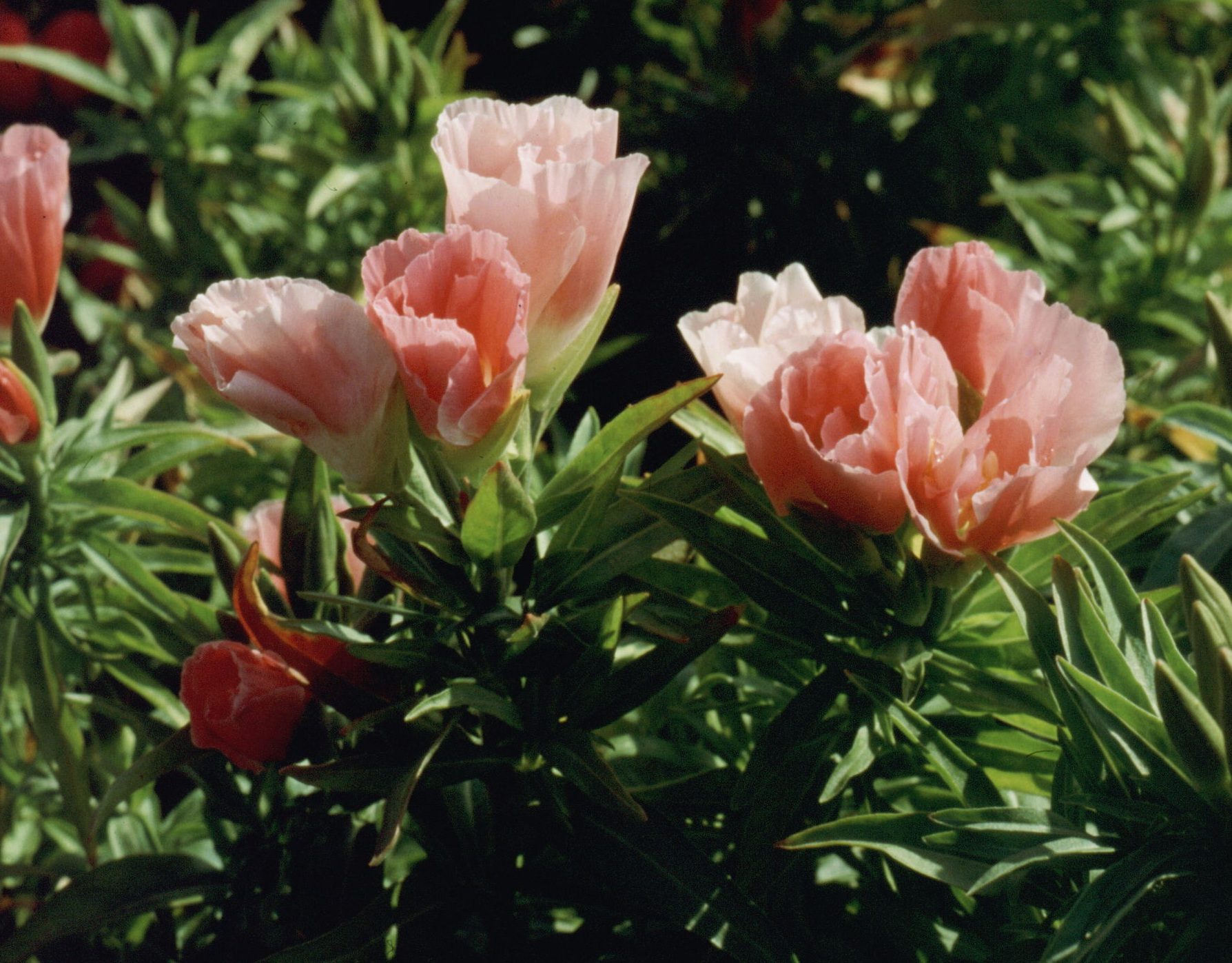
'Miss Nagasaki'.
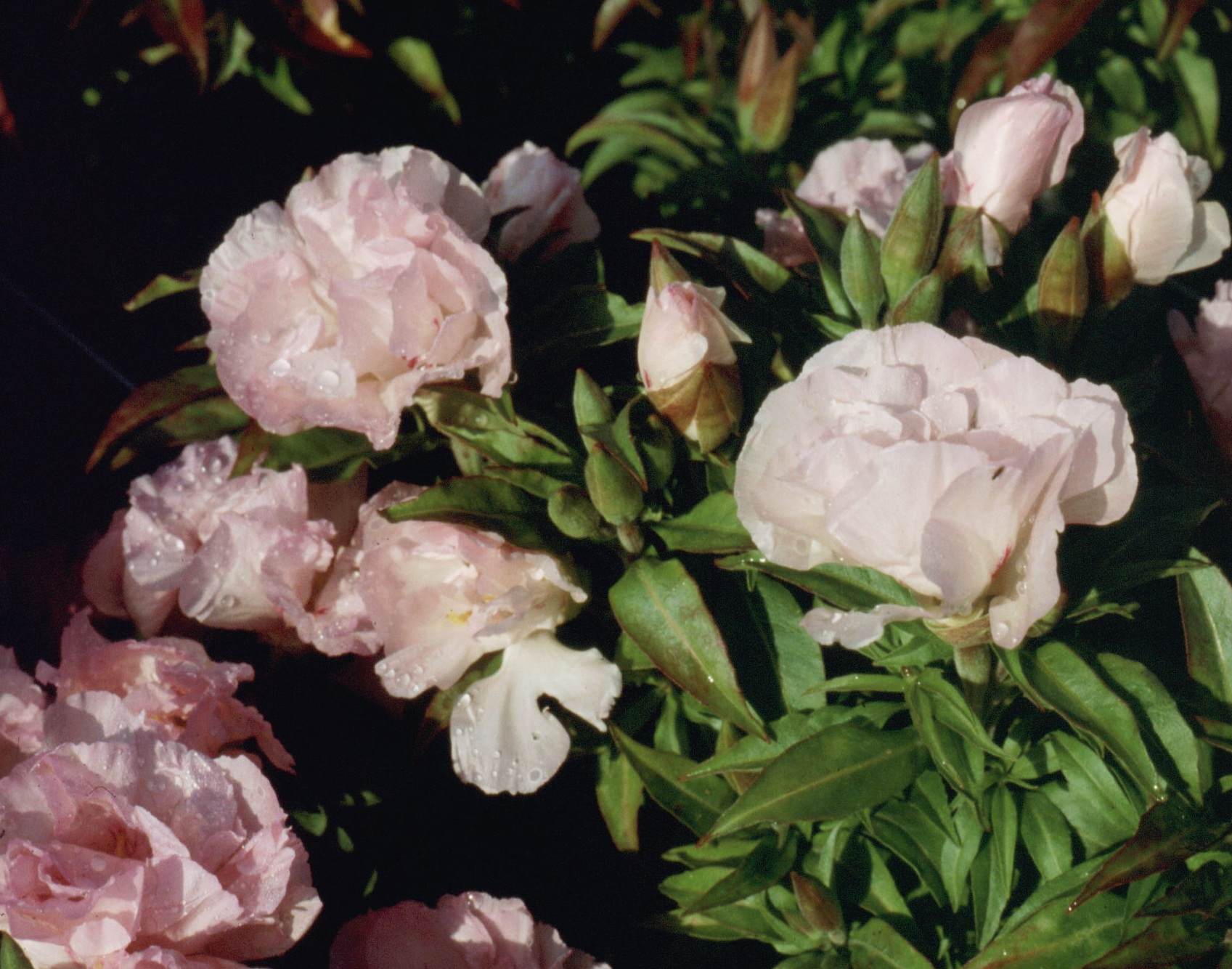
'Sweetheart'.
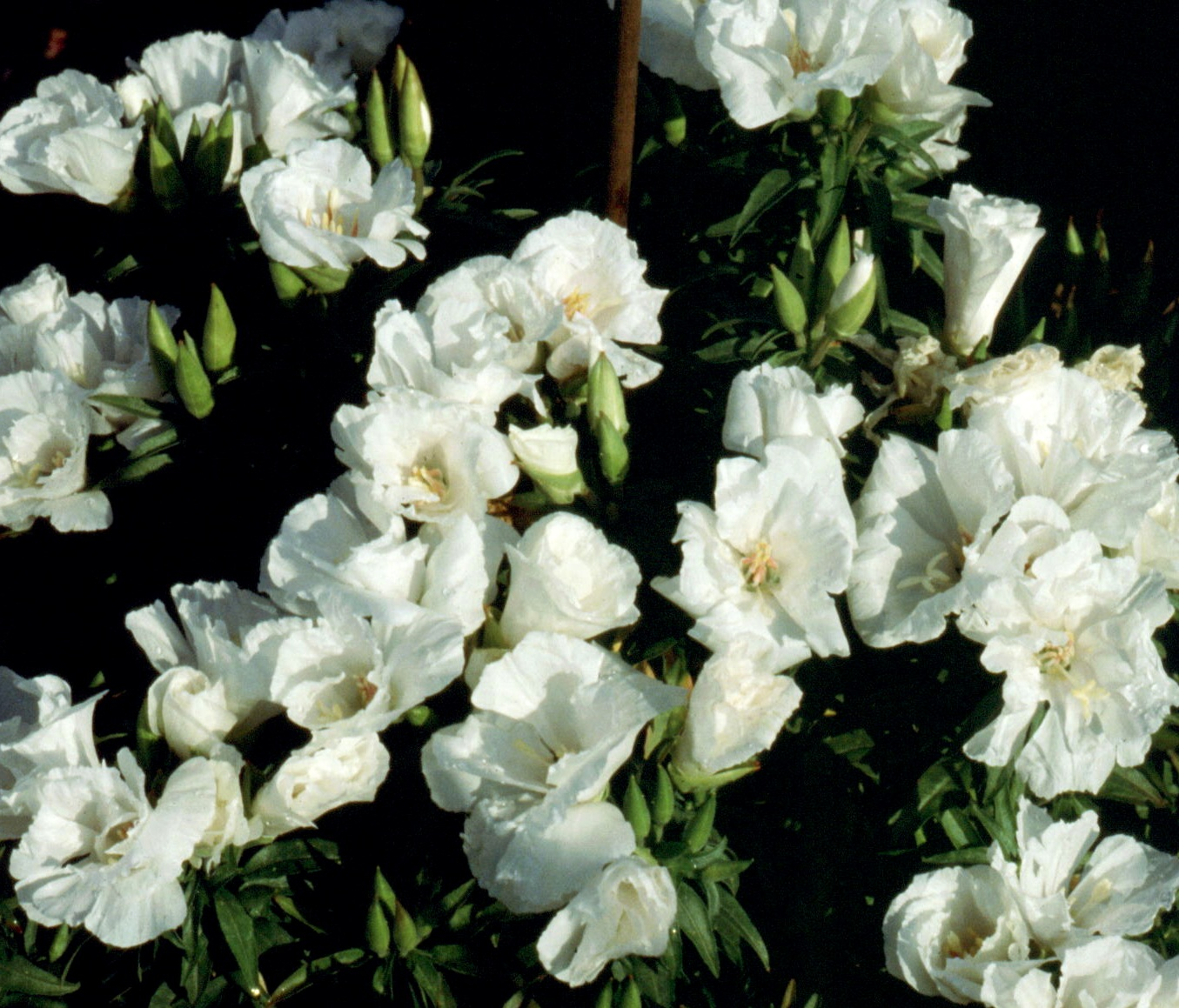
'White Bouquet'.
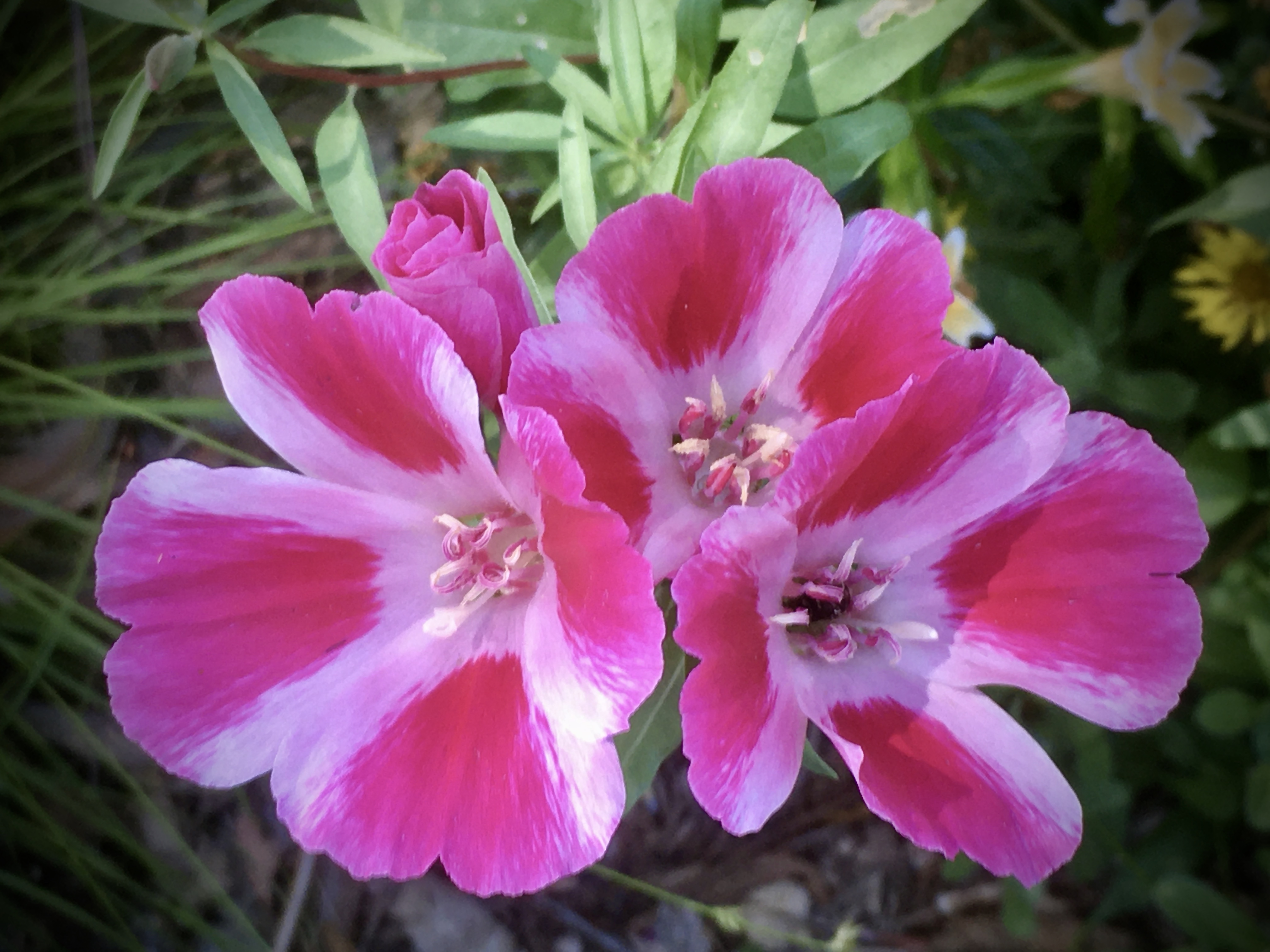
Clarkia amoena, Gamble Garden, Palo Alto (Californie).